# 奧蒂斯科 (明尼蘇達州)
奧蒂斯科（英語：Otisco，/oʊˈtɪskoʊ/ oh-TISS-koh）是位於美國明尼蘇達州沃西卡縣奧蒂斯科鎮區的一個非建制地區，於1877年成立。

## 地理
奧蒂斯科所處的海拔為高於海平面352米（即1155英呎），而該地所採用的時區為UTC-6，即北美中部時區（CST）。同時該地設有夏令時間，為UTC-6調快一小時，即UTC-5（CDT）。